# Museu Memorial de Arte Ukiyo-e de Ōta

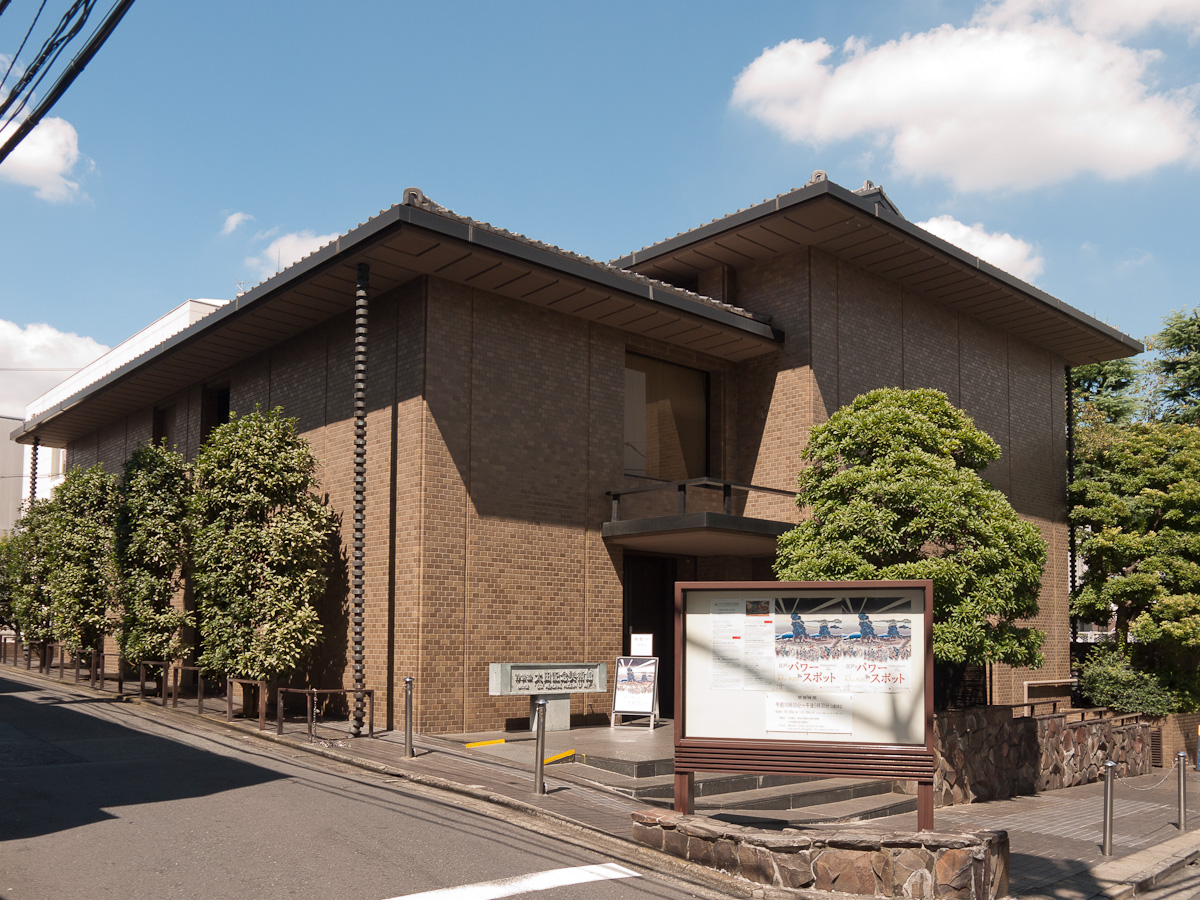
O museu memorial

O Ōta Memorial Museum of Art (Ukiyo-e) está localizado no distrito de Shibuya, Tóquio, Japão. Foi inaugurado em janeiro de 1980. Suas exposições são rotativas, utilizando principalmente o seu acervo de 12 000 peças de ukiyo-e, o qual inclui obras de Hokusai, Sharaku, Utamaro e Hiroshige, por exemplo.
O museu foi fundado para atender aos desejos finais de Seizo Ōta, colecionador de ukiyo-e e empresário local.